# دم‌نرم زنگارپوش
دم‌نرم زنگارپوش (نام علمی: Cranioleuca berlepschi) یک گونه تقریباً نزدیک تهدید از پرندگان در زیرتیرهٔ Furnariinae از تیرهٔ مرغان تنورساز (Furnariidae) و بومی شمال پرو است.